# 富山県道22号富山停車場線
富山県道22号富山停車場線（とやまけんどう22ごう とやまていしゃじょうせん）は、富山県富山市を通る県道（主要地方道）である。

## 概要
富山駅南口と国道41号をつなぐルートで、全区間が富山地方鉄道富山軌道線の併用軌道区間となっている。

### 路線データ
- 総延長：1,050m[要出典]
- 起点：富山市桜町（富山駅前東交差点）
- 終点：富山市荒町（荒町交差点、国道41号・富山県道43号富山上滝立山線交点）
- 認定年月日：1955年（昭和30年）6月23日[要出典]

## 歴史
- 1993年（平成5年）5月11日 - 建設省から、県道富山停車場線が富山停車場線として主要地方道に指定される[1]。

## 路線状況

### 通称
- 桜橋電車通り（富山市）

## 地理

### 通過する自治体
- 富山市

### 交差する道路
- 城址大通り（富山駅前東交差点）
- ひまわり通り（電気ビル前交差点）
- 国道41号・富山県道43号富山上滝立山線（富山市荒町・荒町交差点、終点）

### 沿線にある施設など
- 富山駅
  - 電鉄富山駅
- 電鉄富山駅・エスタ前停留場
- 地鉄ビル前停留場
- 地鉄ビル（富山地方鉄道本社）
- 富山中央郵便局
- ホテルグランテラス富山
- 電気ビル前停留場
- 電気ビルディング
- 松川
- 富山マンテンホテル
- 桜橋停留場
- 総曲輪郵便局
- 荒町停留場